# Новое Тинчурино
Новое Тинчурино (чув. Тӗмер) — село в Яльчикском районе Чувашской республики. Входит в состав Кильдюшевского сельского поселения.

## География
Село расположено на северо-западе района на обоих берегах реки Большая Ерыкла. Расстояние до Чебоксар 140 км, до райцентра 15 км, до железнодорожной станции 50 км.

## Топоним
Чувашское название села передалось от материнского селения Тюмерево (Тӗмер), что, в свою очередь, согласно исследователям чувашского языка, восходит от слова «Тумер», которое в переводе с марийского языка означает дубраву. Около деревни Тюмерево и по сей день растут дубы. Согласно другой версии, ”Тӗмер” означает селение булгарского военачальника. Русское же название села произошло от древнего чувашского мужского имени «Тинчура».

## История
По одной из версий, Новое Тинчурино основано переселенцами-крестьянами из деревни Тюмерево, что в Янтиковском районе, или же основано старшиной деревни Сыравысом и его сыновьями, с которыми переехали и другие крестьяне в XVII веке (есть сведения о 1620 г.). По архивным документам г. Москвы РГАДА, в деревне Новое Тинчурино Утинской волости Свияжского уезда в 1710 году было 32 двора, в 1721 — 23 двора, 127 человек. Дворы были расположены вдоль речки, не было современной четкой уличной планировки. В 1850—1880-х гг. согласно правительственному распоряжению проводится перепланировка чувашских поселений. Жители села — чуваши, до 1724 ясачные, до 1866 государственные крестьяне; занимались земледелием, животноводством, отхожими промыслами.
В разные времена село находилось в составе Утинской волости Свияжского уезда, Новошимкуской волости Тетюшского уезда в XVII веке — 1920 г., Тетюшского кантона — 1920—1921 гг., Батыревского уезда — 1921—1927 гг., Малояльчиковского района — 1927—1935 гг., Яльчиковского — 1935—1962 гг., с 1965, Батыревского — 1962—1965 гг., С 1965 года значится в Яльчикском районе.
Жители села в 1763 году с жителями деревень Тенеево и Мастряково выкупили землю на р. Камышлинка и основали чувашскую деревню Старое Семенкино, ныне Клявлинского района Самарской области.
Во 2-й половине XIX века открыто земское начальное училище, в котором помимо местных детей обучались и дети из восьми окрестных деревень: Большая Ерыкла; Кильдюшево; Кушелга; П. Пинеры; П. Козыльяры; Уразмаметево; Шаймурзино; Эмметево.
В 1928 году образован колхоз «Коминтерн».
Действует церковь Воздвижения креста Господня, Рождества Христова. Первый храм был возведен в 1749 году и находился поблизости нынешней заправки СХПК «Труд», рядом с которым находилось и приходское кладбище. В 1797 году храм был разобран и построен новый храм, который в 1831 году отремонтировали. В 1876 году храм из-за ветхости был разобран и в том же 1876 году была открыта ныне действующая церковь, незакрывавшаяся и в советское время.
Во время Великой Отечественной войны на фронт мобилизовано 253 уроженца села, из них погибло 106 человек.

## Население
| 1721 | 2010 | 2012 |
| ---- | ---- | ---- |
| 195  | ↗659 | ↘625 |

## Организации
СХПК «Труд»

## Инфраструктура
В селе расположены церковь, дом культуры, фельдшерско-акушерский пункт, 3 магазина с товарами повседневного спроса. 